# 위해중세한국국제학교
http://www.zhongshischool.org/ 위해중세외국인학교(Zhongshi Korean International School)]는 2006년 개교하였으며, 현재 교명은 2018년 7월 3일 위해중세외국인학교(WEIHAI ZHONGSHI FOREIGN SCHOOL)로 변경되었는데, 위해시의 초등교육(小學校育), 중학교육(初中敎育), 고등교육(高等敎育) 과정 인가에 따른 것이다. 이 학교의 비전은 "중국에서 세계로 (From China To The World)"이며, 교육은 CIE인 IGCSE와 A-Level을 공부하는 국제부와 중국 로컬 교육을 하는 중국부로 구성되어 있다. 
재학생은 250여명으로 위해시에 거주하는 가정에서 등하교를 하는 학생이 80%, 약 20% 내외는 기숙사에 입주하여 생활하고 있다. 학생들의 학업성취도 및 출결 등에 대한 정보는 POWER SCHOOL에서 수시로 확인 가능하다. 학교는 약 8,000평의 대지에 2만 평 정도의 시설 건평을 갖추고 있다. 졸업자들은 한국의 서울대, 연세대, 고려대 및 영국의 University of York, University of Lancaster, University of Exeter, University of St. Andrews 등의 대학에 진학하고 있다. 위치는 중국 산둥성 웨이하이 시로 중국의 싱가포르라는 별명을 갖고 있다. 이 지역에는 장보고 유적지(신동아, 사진 참조)가 있어서 한국인들에게 남다른 의미가 있다고 할 수 있다. 항공편은 1일 5회출항하며, 인천공항에서 약 50분 거리에 위치하고 있다.
- 한국사무소(서울 입학 상담처)

WZFS는 2019년 6월 10일 서울에 한국사무소를 개설하고 수준 높은 학생들을 선발하여 보낼 수 있도록 학부모들의 상담을 담당하거나, 전문가들에게 관련 정보를 제공하고 있다. 특히 웨이하이 지역으로 유학을 희망하는 학생, 학부모를 위한 직접적인 소통 창구 역할을 하게 될 것으로 기대된다.